# Saint-Martial (Charente)
 Saint-Martial  es una población y comuna francesa, en la región de Poitou-Charentes, departamento de Charente, en el distrito de Angoulême y cantón de Montmoreau-Saint-Cybard.

## Demografía
| 197 | 191 | 177 | 181 | 163 | 141 |
| Para los censos de 1962 a 1999 la población legal corresponde a la población sin duplicidades (Fuente: INSEE [Consultar]) |     |     |     |     |     |